# Chris Pratt
Pour les articles homonymes, voir Pratt.
Ne doit pas être confondu avec Christopher Pratt.
Christopher Pratt, dit Chris Pratt [kɹɪs pɹæt], né le 21 juin 1979 à Virginia, dans le Minnesota, est un acteur américain.
Dans un premier temps connu aux États-Unis grâce aux rôles qu'il incarne à la télévision comme celui de Bright Abbott dans Everwood et d'Andy Dwyer dans Parks and Recreation, il joue aussi des rôles secondaires au cinéma comme dans Wanted : Choisis ton destin, Le Stratège, Ten Years, Cinq ans de réflexion, Zero Dark Thirty et Her. Il prend par la suite part à plusieurs films comiques tels que Hot Babes et Delivery Man.
Il atteint la célébrité mondiale en 2014 lorsqu'il prête sa voix au personnage d'Emmet Brickowoski dans La Grande Aventure Lego puis en intégrant l'Univers cinématographique Marvel en incarnant Peter Quill alias Star-Lord dans le premier film Les Gardiens de la Galaxie et dans sa suite ainsi que dans la série Avengers. En 2015, il joue le rôle principal d'Owen Grady dans Jurassic World, quatrième volet de la saga Jurassic Park qui devient l'un des plus gros succès au box office de l'histoire du cinéma. En 2016, il joue l'un des rôles principaux dans Les Sept Mercenaires. En 2018, il est à l'affiche de Jurassic World: Fallen Kingdom et, en 2019, il fait une apparition dans Avengers: Endgame, réalisé par Joe et Anthony Russo.

## Biographie

### Jeunesse
Chris Pratt naît en juin 1979, à Virginia dans le Minnesota. Il est l’enfant de Kathleen Louise (née Indahl), qui travaillait dans un des supermarchés Safeway, et de Daniel Clifton « Dan » Pratt, décédé en 2014, qui a travaillé dans les mines puis dans les rénovations de maisons,,. Chris Pratt a également un frère. Sa mère est d'ascendance norvégienne tandis que son père a des ancêtres anglais, allemands, suisses et canadiens français,. Il parle couramment allemand depuis sa scolarité,. Il grandit à Lake Stevens, dans l'État de Washington. Il se place cinquième lors d'un tournoi de lutte au lycée. Son professeur de lutte lui demande alors ce qu’il compte faire de sa vie. Il répond alors : « J’étais là : « Je ne sais pas, mais je sais que je serai célèbre et je sais que j’aurai une tonne d’argent. » Je ne savais pas comment. Je n’avais rien fait de très productif. C’était bête, comme quelqu’un qui dit « je serai probablement astronaute ». Je suis sûr que je tomberai dans une combinaison d’astronaute et que j’irai un jour dans l’espace ».
Il abandonne son collège communautaire à mi-chemin du premier semestre et, après avoir travaillé comme vendeur de billets et comme strip-teaseur en journée, il finit par devenir sans-abri à Maui dormant dans une camionnette et une tente sur la plage. Il déclare à The Independent : « C’est un endroit génial quand on est sans-abri. On buvait et fumait de l’herbe et on travaillait très peu d’heures, juste assez pour pouvoir avoir de l'essence, de la nourriture et pouvoir pêcher ».
À l’époque, il fume du cannabis et il écoute chaque jour l’album 2001 de Dr. Dre, à tel point qu’il en connaît chaque mot. Des années plus tard, en 2014, il chante les voix d’Eminem de la chanson Forgot About Dre pendant une interview.

### Carrière

#### Débuts
En 2000, Chris Pratt est serveur au restaurant Shrimp Bubba Gump Company à Maui, à Hawai. Il y est découvert sur place, à l’âge de 19 ans, par l’actrice-réalisatrice Rae Dawn Chong. Alors dans ses débuts, la réalisatrice lui donne un rôle dans le court métrage d’horreur Cursed Part 3 pour lequel il part en tournage à Los Angeles. L’acteur vit alors dans un van sur la plage de Maui. Chris obtient son premier vrai rôle à la télévision dans la série Everwood, où il incarne Harold Brighton « Bright » Abbott. Après des rôles secondaires dans quelques films et téléfilms sans succès comme L’Équipe extrême en 2003, The U: Uncut et Strangers with Candy en 2005. Everwood est annulée en 2006 puis Pratt rejoint la distribution de Newport Beach un an plus tard pour sa quatrième saison, jouant Ché, un militant écologiste. La même année, il joue dans Walk the Talk.
En 2008, il fait ensuite une apparition dans le film d’action Wanted : Choisis ton destin, en tant que meilleur ami du personnage de James McAvoy. Puis il est casté pour le rôle du capitaine James T. Kirk dans Star Trek de J. J. Abrams, qui est finalement échu à Chris Pine mais aussi pour le rôle de Jake Sully dans Avatar en 2009. Cette seconde audition est alors humiliante pour Chris Pratt qui déclare à ce sujet : « Ils disaient qu’ils voulaient un acteur qui avait « ce truc », cette « capacité à surprendre ». Je suis rentré dans cette pièce en sachant que je n’avais pas ce truc-là et j’en suis sorti en me disant que je ne l’aurai probablement jamais ». Il repense alors à ses ambitions de carrière, déclarant par la suite : « Les gens doivent bosser. Je ne voulais pas que pour moi ça soit dans un putain de restaurant ».

#### Révélation télévisuelle et seconds rôles cinématographiques

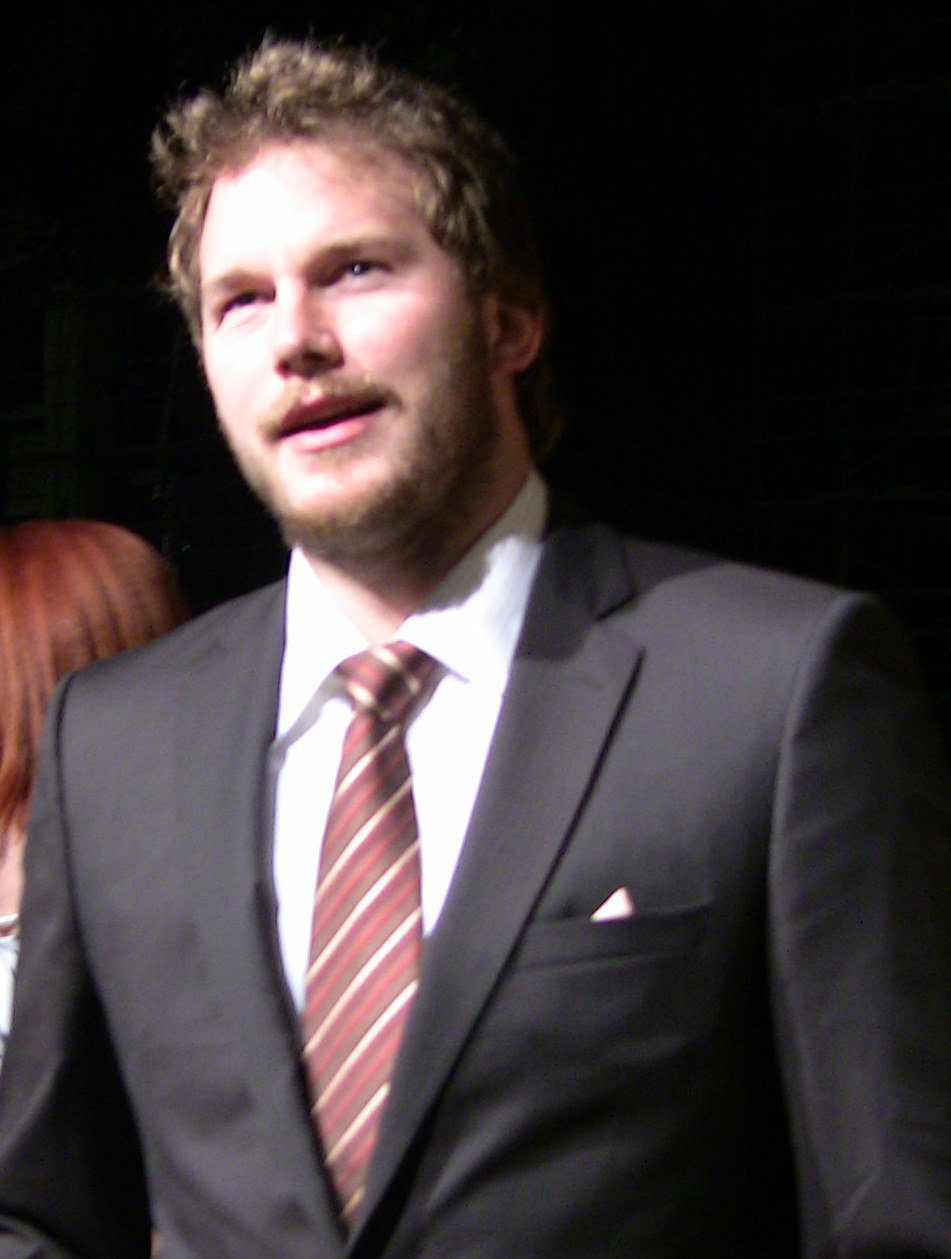
Chris Pratt à la première de Parks and Recreation en 2009.

En 2009, le rôle du crétin, mais adorable Andy Dwyer dans la série télévisée Parks and Recreation de la NBC est confié à Chris Pratt. À la base destiné à être un personnage temporaire (il est crédité en tant que guest star dans toute la première saison), le personnage est si apprécié par le public que les producteurs demandent à Pratt de revenir en tant qu’acteur récurrent, pour finalement intégrer complètement la distribution principale de la série. Son personnage est ainsi davantage développé dès le début de la deuxième saison. Il révèle cependant à la BBC quelques années plus tard qu’il se sentait « déprimé et fatigué » durant le tournage de la série, à cause des problèmes de santé liés à son surpoids,. Malgré cela, l’acteur doit quand même rester en surpoids pour les besoins du rôle.
Parallèlement à la série Parks and Recreation, il continue sur sa lancée au cinéma. En 2009, il joue un petit rôle dans le film horrifique Jennifer's Body aux côtés de Megan Fox et Amanda Seyfried, puis l’un des deux rôles principaux du film comique Hot Babes avec Brendan Hines et Denise Richards. Enfin, il interprète Fletcher, le fiancé du personnage d’Anne Hathaway dans le film Meilleures Ennemies.
En 2011, il joue des rôles secondaires dans deux comédies notables : (S)ex List et Une soirée d'enfer. Ces deux films sont très mal reçus par la critique et les spectateurs. Il joue aux côtés de l’actrice Anna Faris qui deviendra sa femme quelques années plus tard. Il joue Scott Hatteberg en 2011 dans le film Le Stratège, avec Brad Pitt, Jonah Hill et Philip Seymour Hoffman. Avant la sortie de ce film, Pratt avait la réputation de ne savoir jouer que des personnages immatures et assez « limités ». Dans celui-ci, il a l’occasion de jouer un père et un joueur de baseball qui craint que sa carrière ne soit terminée et qui apprend à adopter une toute nouvelle position défensive pour mener à bien sa carrière. Pratt perd près de 15 kilos pour ce rôle. Il confie alors que sa perte de poids est liée à la cuisine d’Anna Faris et à un entraînement régulier. Il reprend toutefois quelques kilos pour apparaître dans le film Ten Years en 2012, avec Channing Tatum, avant de reprendre du muscle pour interpréter un Navy SEAL dans Zero Dark Thirty de Kathryn Bigelow. Acclamé, ce film est nommé pour l’Oscar du meilleur film en 2013.

#### Révélation cinématographique

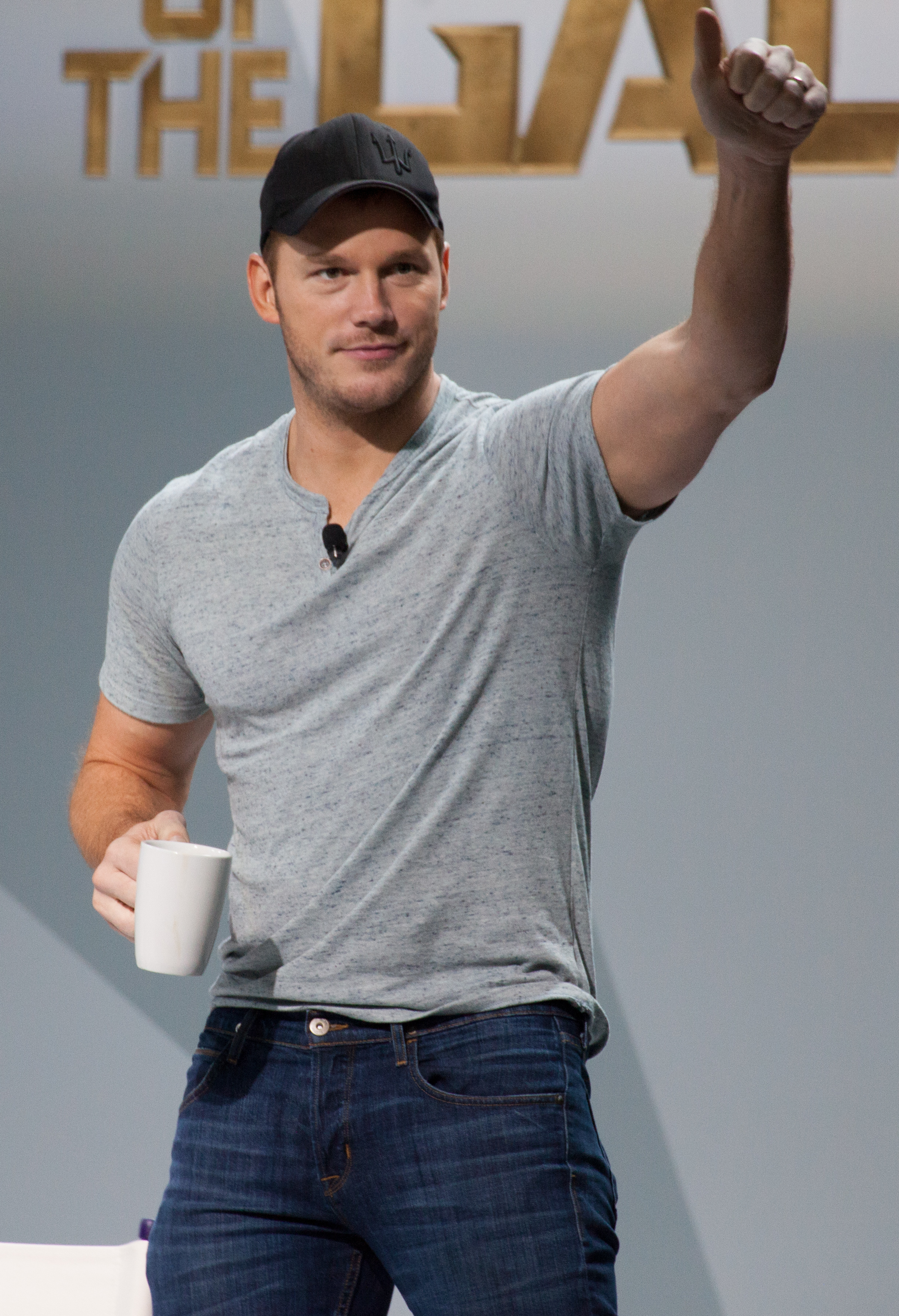
Chris Pratt à la première de Les Gardiens de la Galaxie en 2014.

Chris Pratt a refusé initialement de jouer le rôle de Peter Quill / Star-Lord dans Les Gardiens de la Galaxie des studios Marvel. La directrice de casting du film, Sarah Finn, parle alors de l'acteur au réalisateur James Gunn, qui ne voulait plus du rôle et écartait même l'idée de l’intégrer au film. Malgré tout, elle a organisé une rencontre entre les deux hommes. Le réalisateur décide finalement de le prendre pour le rôle, pensant que l'acteur était parfait pour l'incarner. Puis, l'acteur réussit à convaincre le directeur des studios Marvel, Kevin Feige, bien qu'ayant repris du poids pour le film comique Delivery Man avec Vince Vaughn, remake du film québécois Starbuck qui sera mal reçu par la critique mais dans lequel la performance comique de Pratt sera appréciée. Ce film faisait partie d'un contrat de plusieurs films que Chris Pratt a signé avec Marvel Studios. La même année, il apparaît dans la peau du personnage de Paul dans le film Her aux côtés de Joaquin Phoenix, Scarlett Johansson, Amy Adams, Rooney Mara et Olivia Wilde. Acclamé par les critiques, récompensé des dizaines de fois et nommé pour l'Oscar du meilleur film, ce long métrage se classe en tête de plusieurs sondages des meilleurs films de l'année 2013. Habitué des seconds rôles, hormis son rôle dans Parks and Recreation, il n'obtenait généralement que des rôles mineurs jusqu'en 2014.
Lors de cette année-là, il prête sa voix pour le personnage Emmet Brickowoski dans La Grande Aventure Lego. Ce film devient le troisième plus gros succès de l'année en Amérique du Nord. Puis en août sort Les Gardiens de la Galaxie qui, avec 94,3 millions de dollars récoltés dans 4080 cinémas en Amérique du Nord, se classe numéro 1 dès le week-end de sa sortie. Il devient quant à lui le plus gros succès de l'année 2014 dans ce même pays avec plus de 333 millions de dollars U.S et 774 millions au total. Ces résultats font de lui la star de deux films dans le top 3 des plus gros succès d'Amérique du Nord en 2014. Les Gardiens de la Galaxie, également acclamé par les critiques, marque un véritable tournant dans la carrière de Pratt. En mars de cette même année, il est récompensé du CinemaCon Award de la meilleure révélation. Le 18 juillet, il fait la couverture d'Entertainment Weekly, où parût un « documentaire » dans lequel l'évolution de ce dernier est abordé, notamment ses nombreuses prises et pertes de poids. Il s'est lui-même moqué de son corps dans un numéro musical durant son monologue lors de l'épisode du Saturday Night Live diffusé le 27 septembre en l'honneur de sa 40e saison. Il apparaît dans le show au côté de la chanteuse Ariana Grande.
En 2014, il est classé deuxième dans la liste « Sexiest Men Alive » du magazine People.

#### Blockbusters (depuis 2015)
Puis, après les succès de La Grande Aventure Lego et Les Gardiens de la Galaxie, Chris Pratt obtient un rôle dans un blockbuster très attendu. Il s'agit du blockbuster Jurassic World, dans lequel l'acteur interprète Owen Grady, dresseur de vélociraptors et personnage principal du film. À sa sortie en 2015, alors que le film aurait dû empocher entre 140 et 150 millions de dollars puis 180 selon les estimations, le film bat plusieurs records dont celui du meilleur démarrage de tous les temps en Amérique du Nord (208,8 millions de dollars pour son premier week-end d'ouverture) ainsi que dans le monde entier, ce dernier amassant plus de 500 millions de dollars en un week-end. Avec plus de 630 millions de dollars rien qu'au box-office nord américain, Jurassic World devient le quatrième plus gros succès de l'histoire du cinéma,. Il est un grand fan du premier Jurassic Park qu'il appelle « mon Star Wars ».
En 2016, il joue le rôle de Josh Farraday (ou "le joueur") dans le western Les Sept Mercenaires, remake du film du même nom (1960), aux côtés notamment de Denzel Washington. La même année, il donne la réplique à l'actrice oscarisée Jennifer Lawrence dans le film de science-fiction Passengers, réalisé par Morten Tyldum.
En 2017, il reprend ensuite le rôle de Peter Quill / Star-Lord avec la suite de Les Gardiens de la Galaxie, qui a pour titre Les Gardiens de la Galaxie Vol. 2, puis dans le troisième épisode des Avengers, Avengers: Infinity War, en 2018, et sa suite, Avengers: Endgame, un an plus tard. Il est annoncé qu'il jouera bel et bien dans la suite de Jurassic World, Jurassic World: Fallen Kingdom (2018) où il retrouvera son amie Bryce Dallas Howard,.

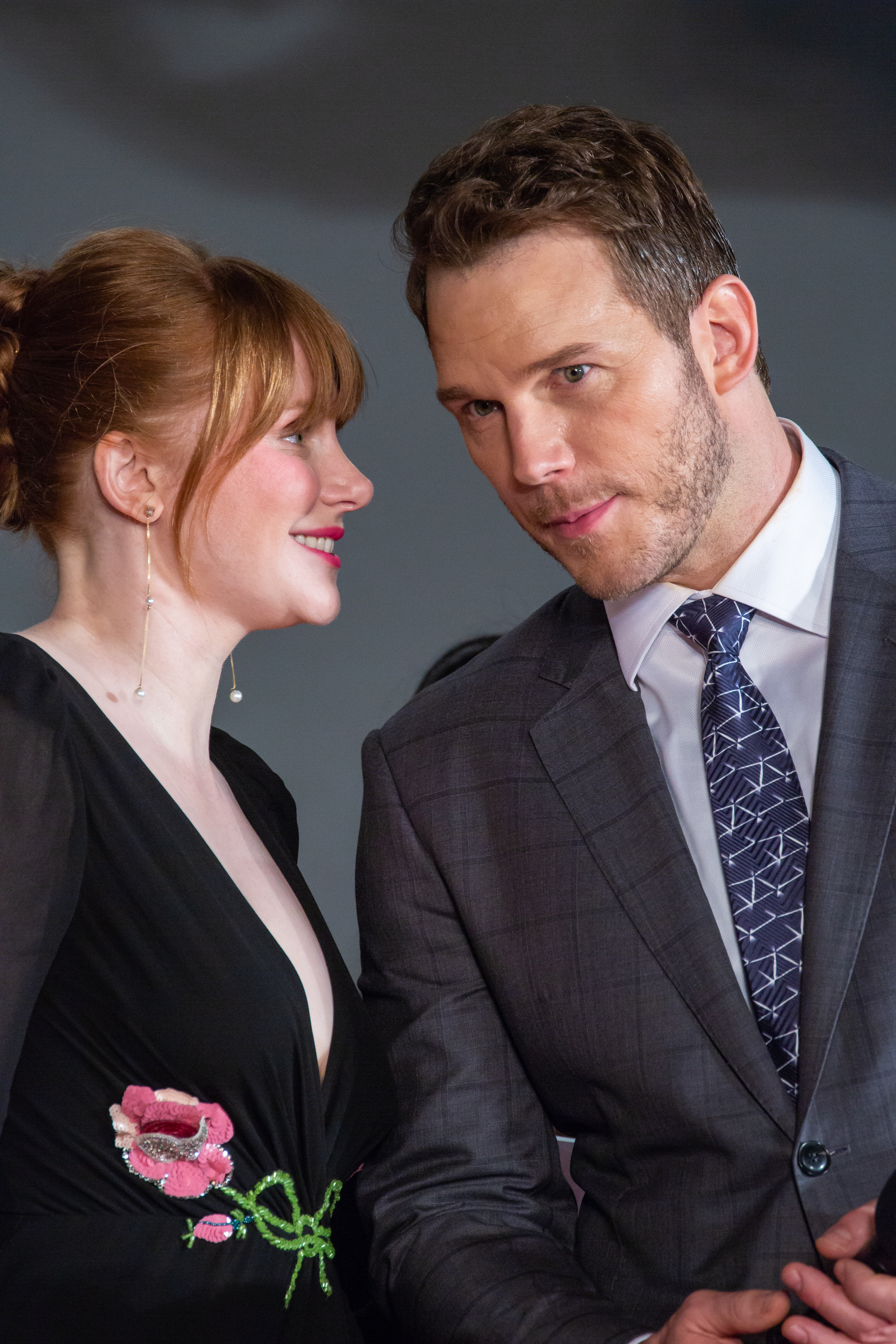
Chris Pratt et sa partenaire à l'écran Bryce Dallas Howard à la première japonaise de Jurassic World: Fallen Kingdom en 2018.

En février 2020, il est pressenti pour reprendre le rôle de Simon Templar Le Saint dans un film de Dexter Fletcher, mais il décline l'offre. Le même mois, Pratt fonde la société de production Indivisible Productions. Son premier projet, The Terminal List, sort sur Prime Video le 1er juillet 2022. En mars 2020, Pratt joue le rôle principal dans le long métrage d'animation En avant de Disney / Pixar, aux côtés de sa co-vedette des Avengers Tom Holland. De février à novembre 2020, il reprend le rôle d'Owen Grady dans le troisième volet de la série de films Jurassic World, après plusieurs interruptions de tournage à la suite de la pandémie de Covid-19.
En mai 2021, Pratt et Parks and Recreation annoncent la sortie prochaine d'un nouvel album basé sur le personnage de Pratt, Andy Dwyer. En juin 2021, ils sortent officiellement deux singles, "The Pit" et "Two Birds Holding Hands". L'album, intitulé Mouse Rat: The Awesome Album, sort en août 2021,. En septembre 2021, Pratt annonce qu'il prêtera sa voix au personnage Mario de Nintendo dans Super Mario Bros. le film, basé sur la série de jeux vidéo du même nom. La sortie des premières images est accueillie favorablement, bien qu'une partie du public nord-américain se montre sceptique concernant le choix de la voix de Mario, certains affirmant même préférer la performance de Pierre Tessier en version française, plus proche de la voix des jeux vidéo. Cette réception relance dans les semaines qui suivent une critique récurrente outre-Atlantique, ce qui pousse l'acteur doublant le personnage à se justifier :

« J’ai travaillé de très près avec les réalisateurs et essayé plusieurs choses avant d’arriver à quelque chose dont je suis très fier. J’ai hâte que les spectateurs voient et entendent ça. C’est un doublage de film d’animation, pas un film en live action (...) Je ne vais pas porter une tenue de plombier à travers tout le film. Je fournis une voix pour un personnage animé, actualisée (la voix, ndlr) »

— Chris Pratt
En novembre 2021, Pratt est annoncé pour prêter sa voix au prochain film d'animation Garfield, réalisé par Mark Dindal à partir d'un scénario de David Reynolds. En juin 2022, il est annoncé dans le casting de The Electric State aux côtés de Millie Bobby Brown.

### Vie privée

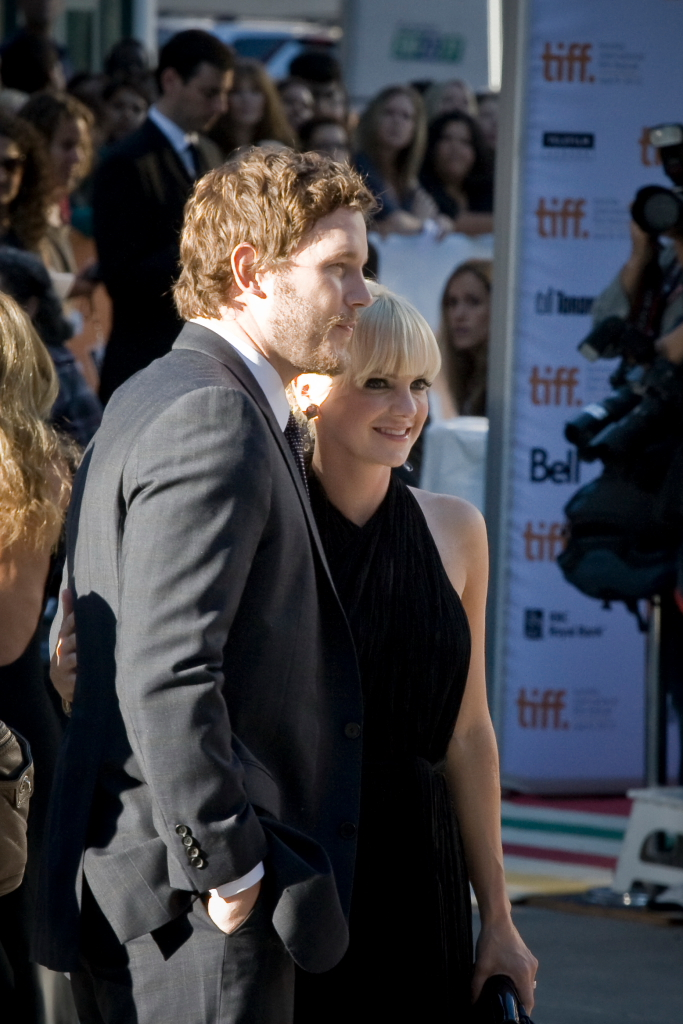
Chris Pratt et son ex-femme Anna Faris à la première du film Le Stratège en 2011.

Entre 2004 et 2006, Chris Pratt a une liaison avec Emily VanCamp, sa partenaire sur le tournage d'Everwood.
Début 2007, il rencontre l'actrice américaine Anna Faris, durant le tournage de Une soirée d'enfer. Ils se fiancent le 29 janvier 2009, puis se marient, cinq mois après, le 9 juillet à Bali en Indonésie. Elle donne naissance à un garçon, le 25 août 2012, prénommé Jack. Lors de son passage, le 5 décembre 2014, à la soirée March of Dimes, il confie que son fils est né prématurément, deux mois avant le terme mais qu'aujourd'hui tout va très bien. Le 6 août 2017, ils annoncent leur séparation et divorcent en décembre de la même année.
Depuis septembre 2017, il est en couple avec Katherine Schwarzenegger, fille d'Arnold Schwarzenegger et de Maria Shriver. Ils annoncent leurs fiançailles, le 14 janvier 2019, via les réseaux sociaux et se marient le 8 juin 2019. En avril 2020, ils annoncent attendre leur premier enfant. Le 9 août 2020, ils accueillent une fille, Lyla Maria. En décembre 2021, ils annoncent attendre leur second enfant. Le 21 mai 2022, ils accueillent leur deuxième fille, Eloise Christina. En juin 2024, ils annoncent attendre leur troisième enfant ensemble. Le 8 novembre 2024, ils accueillent un fils, Ford Fitzgerald.
Il est chrétien évangélique et est membre de Zoe Church à Los Angeles.
Chris Pratt et Katherine Schwarzenegger ont acheté la Ellwood Zimmerman House, une maison moderne emblématique du milieu du siècle conçue par Craig Ellwood, à Brentwood, en Californie, en 2023. Ils ont démoli le bâtiment afin de construire une maison plus grande, ce qui a suscité des critiques dans la presse internationale.

## Filmographie

### Longs métrages
- 2003 : L'Équipe extrême (The Extreme Team) de Leslie Libman : Keenan
- 2005 : The U: Uncut (vidéo) : Chris Pratt
- 2005 : Strangers with Candy de Paul Dinello : Brason
- 2007 : Walk the Talk de Matthew Allen : Cam
- 2008 : Saucisses à tout prix (Wieners) de Mark Steilen : Bobby
- 2008 : Wanted : Choisis ton destin (Wanted) de Timur Bekmambetov : Barry
- 2009 : Meilleures Ennemies (Bride Wars) de Gary Winick : Fletcher
- 2009 : Jennifer's Body de Karyn Kusama : l'officier Roman Duda
- 2009 : Hot Babes (Deep in the Valley) de Christian Forte : Lester
- 2011 : (S)ex List de Mark Mylod : Disgusting Donald
- 2011 : Une soirée d'enfer (Take Me Home Tonight) de Michael Dowse : Kyle Masterson
- 2011 : Le Stratège (Moneyball) de Bennett Miller : Scott Hatteberg
- 2012 : 10 ans déjà ! (Ten Years) de Jamie Linden : Derrin Luck
- 2012 : Cinq Ans de réflexion (The Five-Year Engagement) de Nicholas Stoller : Alex Eilhauer
- 2012 : Zero Dark Thirty de Kathryn Bigelow : Justin
- 2013 : My Movie Project - segment The Proposition de Peter Farrelly : Jason
- 2013 : Her de Spike Jonze : Paul
- 2013 : Delivery Man de Ken Scott : Brett
- 2014 : La Grande Aventure Lego (The Lego Movie) de Phil Lord et Chris Miller : Emmet Brickowoski (voix)
- 2014 : Les Gardiens de la Galaxie (Guardians of the Galaxy) de James Gunn : Peter Quill / Star-Lord[66]
- 2015 : Jurassic World de Colin Trevorrow : Owen Grady
- 2015 : Jem et les Hologrammes (Jem and the Holograms) de Jon Chu : Chris Pratt[67]
- 2016 : Les Sept Mercenaires (The Magnificent Seven) d'Antoine Fuqua : Josh Farraday
- 2016 : Passengers de Morten Tyldum : Jim Preston
- 2017 : Les Gardiens de la Galaxie Vol. 2 (Guardians of the Galaxy vol. 2) de James Gunn : Peter Quill / Star-Lord
- 2018 : Avengers: Infinity War d'Anthony et Joe Russo : Peter Quill / Star-Lord
- 2018 : Jurassic World: Fallen Kingdom de Juan Antonio Bayona : Owen Grady
- 2019 : La Grande Aventure Lego 2 (The Lego Movie 2: The Second Part) de Mike Mitchell et Trisha Gum : Emmet Brickowski / Rex Dangervest (voix)
- 2019 : The Kid de Vincent D'Onofrio : Grant Cutler
- 2019 : Avengers : Endgame d'Anthony et Joe Russo : Peter Quill / Star Lord
- 2020 : En avant  (Onward) de Dan Scanlon : Barley Lightfooot
- 2021 : The Tomorrow War de Chris McKay : Dan Forester (également producteur délégué)
- 2022 : Jurassic World : Le Monde d'après (Jurassic World: Dominion) de Colin Trevorrow : Owen Grady
- 2022 : Thor: Love and Thunder de Taika Waititi : Peter Quill / Star-Lord
- 2023 : Super Mario Bros. le film d'Aaron Horvath et Michael Jelenic : Mario (voix)
- 2023 : Les Gardiens de la Galaxie Vol. 3 (Guardians of the Galaxy Vol. 3) de James Gunn : Peter Quill / Star-Lord
- 2024 : Garfield, Héros malgré lui (The Garfield Movie) de David Reynolds et Mark Dindal : Garfield (voix)
- 2025 : The Electric State d'Anthony et Joe Russo : Keats

Prochainement
- 2025 : Mercy de Timur Bekmambetov

### Courts métrages
- 2000 : Cursed Part 3 : Devon
- 2017 : Guardians Inferno : Le robot (clip musical pour la promotion de Les Gardiens de la Galaxie Vol. 2)

### Téléfilms
- 2005 : Le Chemin de la destruction (en) (Path of Destruction) de Stephen Furst : Nathan McCain
- 2012 : Kinect Star Wars: Duel de Sean Andrew Faden et Paul J. Morra : Obi Wan Kenobi
- 2012 : Timms Valley de Steve Conrad : Donovan Timms
- 2022 : Les Gardiens de la Galaxie : Joyeuses Fêtes de James Gunn : Peter Quill / Star-Lord

### Séries télévisées
- 2001 : Les Associées (The Huntress) de Pamela Norris : Nick Owens (1 épisode)
- 2002-2006 : Everwood de Greg Berlanti : Bright Abbott (89 épisodes)
- 2007 : Newport Beach (The O.C.) de Josh Schwartz : Ché (9 épisodes)
- 2008 : Batman (The Batman) de Duane Capizzi et Michael Goguen : voix de Jake (1 épisode)
- 2008 : Ben 10: Ultimate Alien de Joe Casey, Joe Kelly et Duncan Rouleau : voix de Cooper (2 épisodes)
- 2009 - 2015 : Parks and Recreation de Greg Daniels et Michael Schur : Andy Dwyer (125 épisodes)
- 2017 : Mom de Chuck Lorre et Eddie Gorodetsky : Nick Banaszak (1 épisode)
- 2022 : The Terminal List : lieutenant commandant James Reece (8 épisodes)

### Jeux vidéo
- 2010 : Ben 10 Ultimate Alien: Cosmic Destruction (en) de Joe Casey, Charlotte Fullerton, Joe Kelly, Duncan Rouleau et Steven T. Seagle : Cooper.
- 2015 : Lego Jurassic World de Jon Burton : Owen.
- 2015 : Lego Dimensions de Justin Villiers : Emmet Brickowski et Owen Grady.
- 2021 : Jurassic World Evolution 2 : Owen Grady

## Distinctions
Le 21 avril 2017, Chris Pratt se voit attribuer une étoile sur le Walk of Fame d'Hollywood.

### Récompenses
- 2014 : CinemaCon de la révélation masculine de l'année.
- Detroit Film Critics Society Awards 2014 : Meilleure distribution dans un film de science-fiction pour Les Gardiens de la Galaxie partagé avec Zoe Saldana, Dave Bautista, Vin Diesel, Bradley Cooper, Lee Pace, Michael Rooker, Karen Gillan, Djimon Hounsou, John C. Reilly, Glenn Close, Benicio Del Toro, Laura Haddock, Sean Gunn, Peter Serafinowicz et Christopher Fairbank
- 2014 : Golden Schmoes Awards de la meilleure révélation masculine de l'année dans un film de science-fiction pour Les Gardiens de la Galaxie
- Nevada Film Critics Society Awards 2014 : Meilleure distribution pour Les Gardiens de la Galaxie partagé avec Zoe Saldana, Dave Bautista, Vin Diesel, Bradley Cooper, Lee Pace, Michael Rooker, Karen Gillan, Djimon Hounsou, John C. Reilly, Glenn Close, Benicio Del Toro, Laura Haddock, Sean Gunn, Peter Serafinowicz et Christopher Fairbank
- 2015 : BTVA People's Choice Voice Acting Award de la meilleure performance pour l'ensemble du casting pour La Grande Aventure Lego partagé avec Elizabeth Banks, Will Ferrell, Morgan Freeman, Will Arnett, Liam Neeson, Alison Brie, Nick Offerman et Charlie Day
- Hasty Pudding Theatricals 2015 : Lauréat du Prix de l'homme de l'année
- 2015 : Jupiter Award du meilleur acteur international dans un film de science-fiction pour Les Gardiens de la Galaxie
- 2015 : Online Film & Television Association Awards de la meilleure révélation masculine pour Les Gardiens de la Galaxie
- 2015 : Shorty Awards du meilleur acteur sur les réseaux sociaux
- Saturn Awards 2015 : Meilleur acteur  pour Les Gardiens de la Galaxie
- 2016 : BTVA People's Choice Voice Acting Award de la meilleure performance pour l'ensemble du casting pour Lego Dimensions partagé avec Troy Baker, Elizabeth Banks, Tom Kane, Gary Oldman, Joel McHale, Travis Willingham, Laura Bailey, Michael J. Fox, Christopher Lloyd, Peter Capaldi, Ellen McLain, Stephen Merchant, Scott Menville et Frank Welker
- 2016 : BTVA Video Game Voice Acting Award de la meilleure performance pour l'ensemble du casting pour Lego Dimensions partagé avec Troy Baker, Elizabeth Banks, Tom Kane, Gary Oldman, Joel McHale, Travis Willingham, Laura Bailey, Michael J. Fox, Christopher Lloyd, Peter Capaldi, Ellen McLain, Stephen Merchant, Scott Menville et Frank Welker
- 2016 : MTV Movie Awards du meilleur interprète d'action pour Jurassic World
- Teen Choice Awards 2017 : Meilleur acteur de science-fiction pour Les Gardiens de la Galaxie Vol. 2
- Teen Choice Awards 2018 : Acteur de l'été pour Les Gardiens de la Galaxie Vol. 2

### Nominations
- 2004 : Teen Choice Awards du meilleur acolyte TV dans une série télévisée dramatique pour Everwood
- 2005 : Teen Choice Awards du meilleur acolyte TV dans une série télévisée dramatique pour Everwood
- Critics' Choice Television Awards 2013 : Meilleur acteur dans un second rôle dans une série comique pour Parks and Recreation
- Detroit Film Critics Society Awards 2014 : Meilleure révélation masculine pour Les Gardiens de la Galaxie
- 2014 : Golden Schmoes Awards de la célébrité favorite de l'année pour Les Gardiens de la Galaxie
- Phoenix Film Critics Society Awards 2014 : Meilleure distribution pour Les Gardiens de la Galaxie partagé avec Zoe Saldana, Dave Bautista, Vin Diesel, Bradley Cooper, Lee Pace, Michael Rooker, Karen Gillan, Djimon Hounsou, John C. Reilly, Glenn Close, Benicio Del Toro, Laura Haddock, Sean Gunn, Peter Serafinowicz et Christopher Fairbank
- Teen Choice Awards 2014 : Meilleure performance vocale pour La Grande Aventure Lego
- 2014 : Young Hollywood Awards du meilleur super super-héros pour Les Gardiens de la Galaxie
- Behind the Voice Actors Awards 2015 :
  - Meilleure performance pour l'ensemble du casting pour La Grande Aventure Lego partagé avec Elizabeth Banks, Will Ferrell, Morgan Freeman, Will Arnett, Liam Neeson, Alison Brie, Nick Offerman et Charlie Day
  - Meilleure performance vocale masculine pour La Grande Aventure Lego
- Central Ohio Film Critics Association Awards 2015 :
  - Meilleure distribution pour Les Gardiens de la Galaxiepartagé avec Zoe Saldana, Dave Bautista, Vin Diesel, Bradley Cooper, Lee Pace, Michael Rooker, Karen Gillan, Djimon Hounsou, John C. Reilly, Glenn Close, Benicio Del Toro, Laura Haddock, Sean Gunn, Peter Serafinowicz et Christopher Fairbank
  - Acteur de l'année pour Les Gardiens de la Galaxie et pour La Grande Aventure Lego
- Critics' Choice Movie Awards 2015 : Meilleur acteur dans un film d'action pour Les Gardiens de la Galaxie
- Gold Derby Awards 2015 : 
  - Meilleur acteur dans un second rôle dans une série télévisée comique pour Parks and Recreation
  - Meilleure révélation masculine dans une série télévisée comique pour Parks and Recreation
- 2015 : Kids' Choice Awards de la star masculine préférée pour Les Gardiens de la Galaxie
- MTV Movie Awards 2015 : 
  - Meilleure performance masculine pour Les Gardiens de la Galaxie
  - Meilleure performance torse-nu pour Les Gardiens de la Galaxie
  - Meilleur moment musical pour Les Gardiens de la Galaxie
  - Meilleure performance comique pour Les Gardiens de la Galaxie
  - Meilleur héros pour Les Gardiens de la Galaxie
- 2015 : Online Film & Television Association Awards de la meilleure performance vocale pour La Grande Aventure Lego
- Teen Choice Awards 2015 : Meilleur acteur pour Jurassic World
- Critics' Choice Movie Awards 2016 : Meilleur acteur pour Jurassic World
- Kids' Choice Awards Awards 2016 : Acteur préféré pour Jurassic World
- 2016 : MTV Movie Awards de la meilleure performance masculine pour Jurassic World
- People's Choice Awards 2016 :
  - Acteur de film d'action préféré pour Jurassic World
  - Acteur de film préféré pour Jurassic World
- Teen Choice Awards 2016 : Acteur de film AnTEENcipated pour Les Sept Mercenaires
- Kids' Choice Awards Awards 2018 : Acteur de film préféré pour Les Gardiens de la Galaxie Vol. 2
- Teen Choice Awards 2018 : Meilleur baiser partagé avec Zoe Saldana  pour Avengers: Infinity War

## Voix francophones
En France, David Krüger  est la voix française régulière de Chris Pratt depuis le film Les Gardiens de la Galaxie sorti en 2014. Charles Pestel, l'a doublé dans Everwood, Newport Beach et (S)ex List. Karim Barras et Stéphane Pouplard l'ont également doublé respectivement à deux reprises. Le premier dans Une soirée d'enfer puis 10 ans déjà ! et le second dans Cinq ans de réflexion et Her. À titre exceptionnel, il a été doublé par Cédric Dumond dans Meilleures Ennemies, Franck Lorrain dans Parks and Recreation, Mathieu Moreau dans Hot Babes, Raphaël Anciaux dans Zero Dark Thirty, Christophe Lemoine dans My Movie Project et Sébastien Hébrant dans l'émission In the Room.
Au Québec, Philippe Martin est la voix québécoise régulière de l'acteur. Éric Bruneau l'a doublé dans Recherché et Alexandre Fortin dans Moneyball : L'art de gagner
.
Versions françaises
- David Krüger dans les films du MCU, Jurassic World, Les Sept Mercenaires, Passengers[68], etc.

Versions québécoises
Note : La liste indique les titres québécois.
- Philippe Martin dans les films du MCU, Monde Jurassique, La guerre des mariées, Opération avant l'aube, Elle, Les Sept Mercenaires, Passengers[71], etc.